# Marjan Vidmar (biatlonec)
Marjan Vidmar, slovenski biatlonec, * 1. julij 1960, Ljubljana.
Vidmar je za Jugoslavijo nastopil na Zimskih olimpijskih igrah 1984 v Sarajevu, kjer je tekmoval v šprintu na 10 km ter v štafeti 4 x 7,5 km. Osvojil je 54. mesto v šprintu, štafeta pa je končala na 17. mestu.